# 田所竹彦
田所 竹彦（たどころ たけひこ、1935年8月6日 - 2013年8月14日）は、日本のジャーナリスト、中国評論家。

## 来歴
| 年表                                 | 経歴                                                                               |
| ------------------------------------ | ---------------------------------------------------------------------------------- |
| 1935年8月6日                         | 大連市生まれ                                                                       |
| 1958年                               | 東京外国語大学中国語科卒業                                                         |
| 1959年                               | 朝日新聞社入社                                                                     |
| 1975年 - 1978年および1981年 - 1984年 | 北京支局長、論説委員、論説副主幹                                                   |
| 1991年5月20日 - 1992年10月9日        | テレビ朝日『ニュースステーション』コメンテーター                                   |
| その他                               | 海外移住審議会委員                                                                 |
| 1994年                               | 宇都宮大学国際学部教授                                                             |
| 2001年                               | 定年退官、学校法人桐朋学園理事、北京外国語大学客員教授、中国国際友人研究会名誉理事 |
| 2013年8月14日                        | 死去、78歳没                                                                       |

## 著書
- したたかな隣人・中国 朝日ソノラマ、1979.12 海外取材シリーズ
- 北京そぞろある記 朝日新聞社、1984.10
- 一観中国二思日本 中国を見ながら日本を考える 築地書館、1986.8
- 北京迷走 鄧小平・胡耀邦・趙紫陽の軌跡 亜紀書房、1989.10
- 孫文 百年先を見た男 築地書館、2000.3 のち新人物文庫
- 浪人と革命家 宮崎滔天、孫文たちの日々 真筆に見る日中の絆 里文出版、2002.7
- 近代中国七人の猛女たち 西太后から江青まで 里文出版、2005.10 Ribun books
- アジアの潮流と中国 半世紀の変動から見えるもの 里文出版、2011.1

## 翻訳
- 紅衛兵の時代 張承志 小島晋治共訳 1992.4 岩波新書

## 参考
- 紀伊国屋Bookweb
- 鯨井佑士「田所竹彦先生の御退官に当たって」